# Лангенфельд (Средняя Франкония)
Лангенфельд (нем. Langenfeld) — община в Германии, в земле Бавария.
Подчиняется административному округу Средняя Франкония. Входит в состав района Нойштадт-ан-дер-Айш-Бад-Виндсхайм. Подчиняется управлению Шайнфельд. Население составляет 1016 человек (на 31 декабря 2010 года). Занимает площадь 7,22 км².
Община подразделяется на 3 административные единицы.

## Население
По оценке на 31 декабря 2015 года население общины Лангенфельд составляет 1012 чел. 

| Дата      | 1840 | 1871 | 1900 | 1925 | 1939 | 1950 | 1961 | 1970 | 1987 | 2011 |
| --------- | ---- | ---- | ---- | ---- | ---- | ---- | ---- | ---- | ---- | ---- |
| Население | 528  | 517  | 549  | 472  | 448  | 826  | 741  | 678  | 779  | 1017 |

| Год       | 1960 | 1970 | 1980 | 1990 | 2000 | 2009 | 2010 | 2011 | 2012 | 2013 | 2014 | 2015 |
| --------- | ---- | ---- | ---- | ---- | ---- | ---- | ---- | ---- | ---- | ---- | ---- | ---- |
| Население | 698  | 685  | 740  | 819  | 1004 | 1035 | 1016 | 1019 | 991  | 995  | 987  | 1012 |